# Messier 96
Messier 96 (auch als NGC 3368 katalogisiert) ist eine Balken-Spiralgalaxie vom morphologischen Typ SAB(rs)ab im Sternbild Löwe. Sie ist etwas über 30 Millionen Lichtjahre von der Milchstraße entfernt und besitzt eine ähnliche Größe und Masse wie diese. Zudem besitzt M96 einen aktiven Galaxienkern.
Die Galaxie ist Namensgeber der M96-Gruppe, zu der sich auch Messier 95, Messier 105 und einige kleinere und lichtschwächere Systeme gehören.
Die Entdeckung als nebliges Objekt gelang am 20. März 1781 dem Astronomen Pierre Méchain.

Hochaufgelöste Aufnahme des Zentrums von Messier 96, erstellt mithilfe des Hubble-Weltraumteleskops
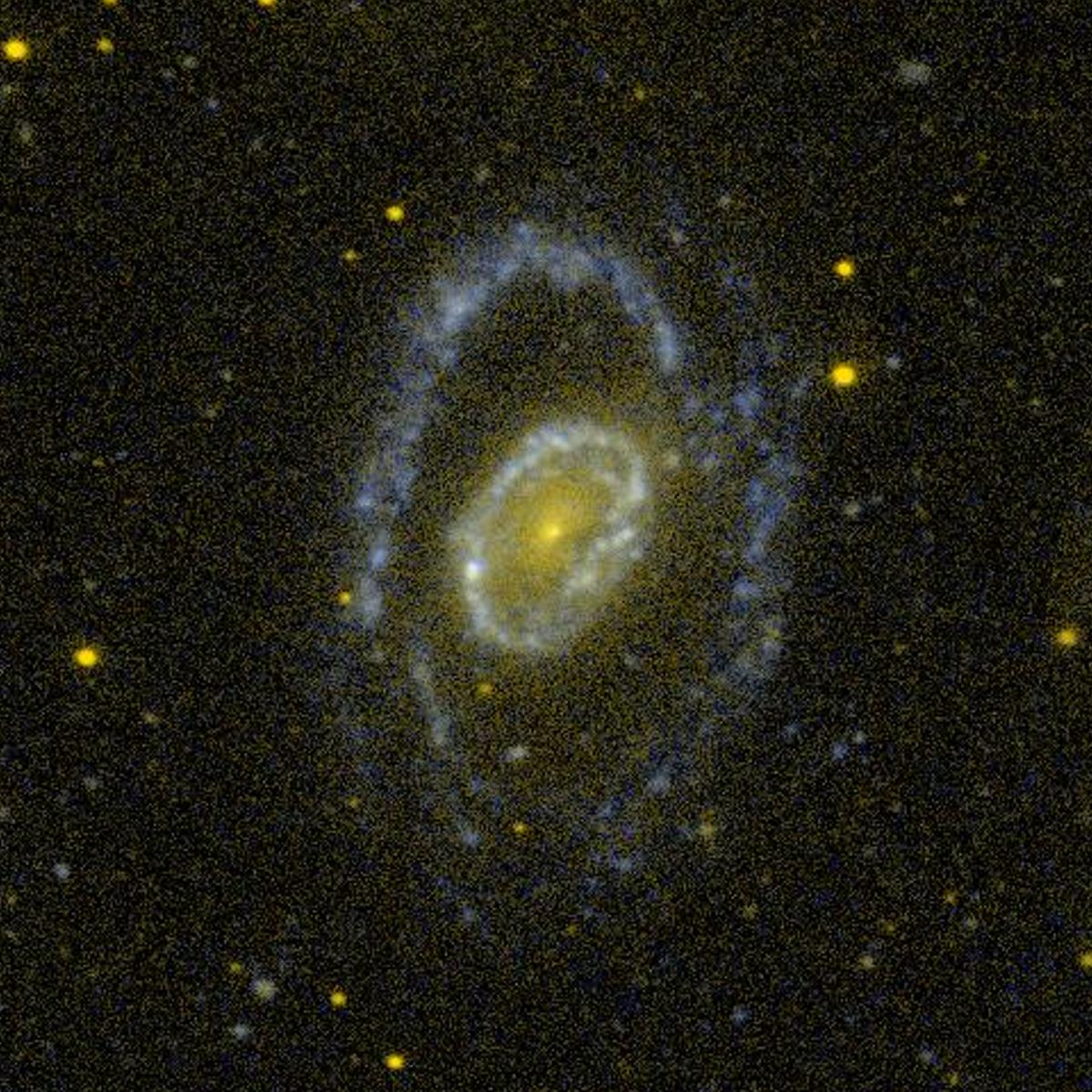
Aufnahme der Ultraviolettstrahlung von Messier 96 durch das Weltraumteleskop GALEX.
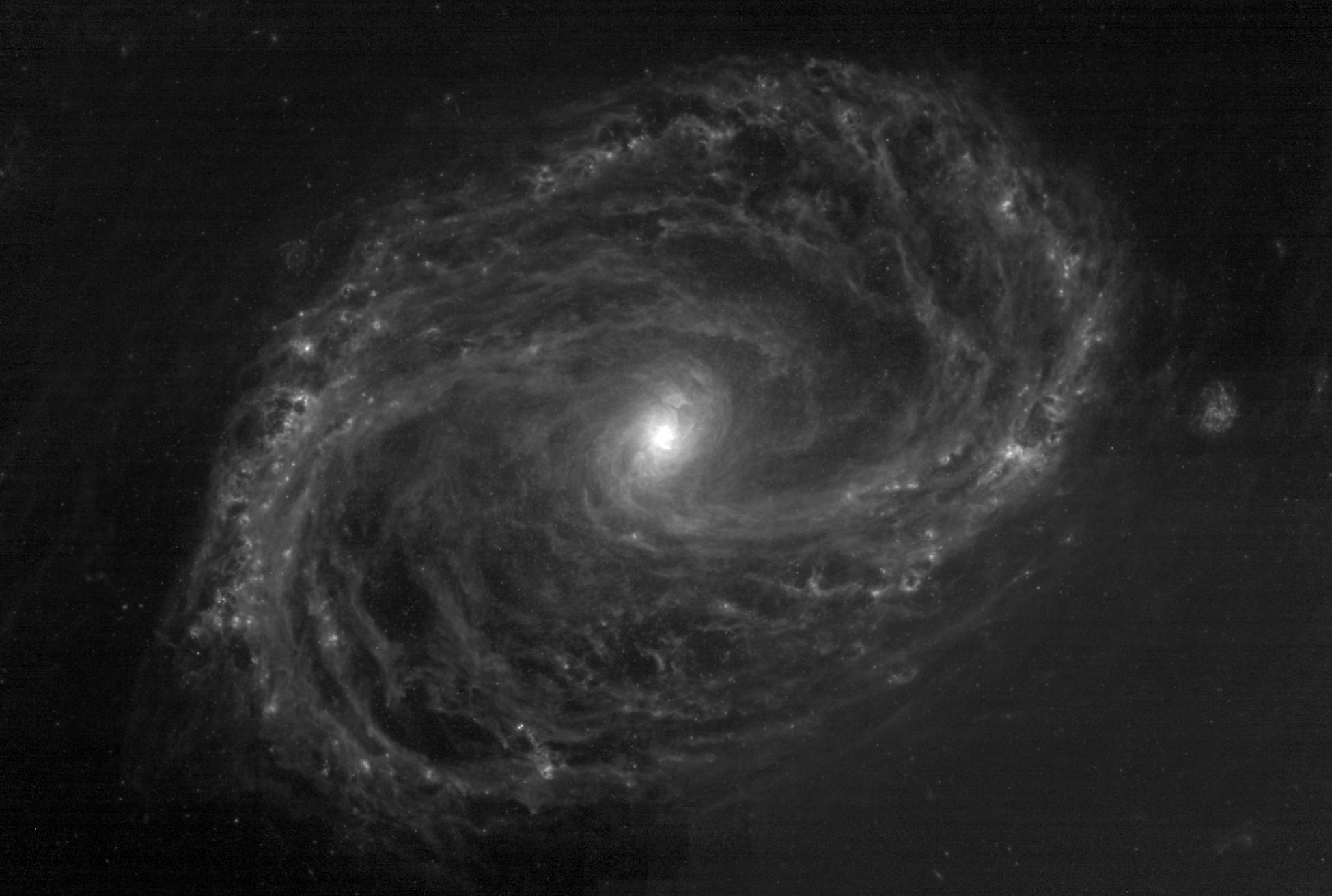
MIRI-Aufnahme des James Webb-Weltraumteleskops

## NGC 3368-Gruppe (LGG 217)
| Galaxie   | Alternativname | Entfernung/Mio. Lj |
| --------- | -------------- | ------------------ |
| NGC 3299  | PGC 31442      | 24                 |
| NGC 3351  | PGC 32007      | 30                 |
| NGC 3379  | PGC 32256      | 37                 |
| NGC 3368  | PGC 32192      | 30                 |
| NGC 3377  | PGC 32249      | 26                 |
| NGC 3384  | PGC 32292      | 27                 |
| NGC 3412  | PGC 32508      | 33                 |
| NGC 3489  | PGC 33160      | 26                 |
| NGC 3377A | PGC 32226      | 21                 |
| PGC 31801 | UGC 5812       | 40                 |
| PGC 31727 |                | 41                 |
| PGC 32327 |                | 5374???            |